# Middlebury College

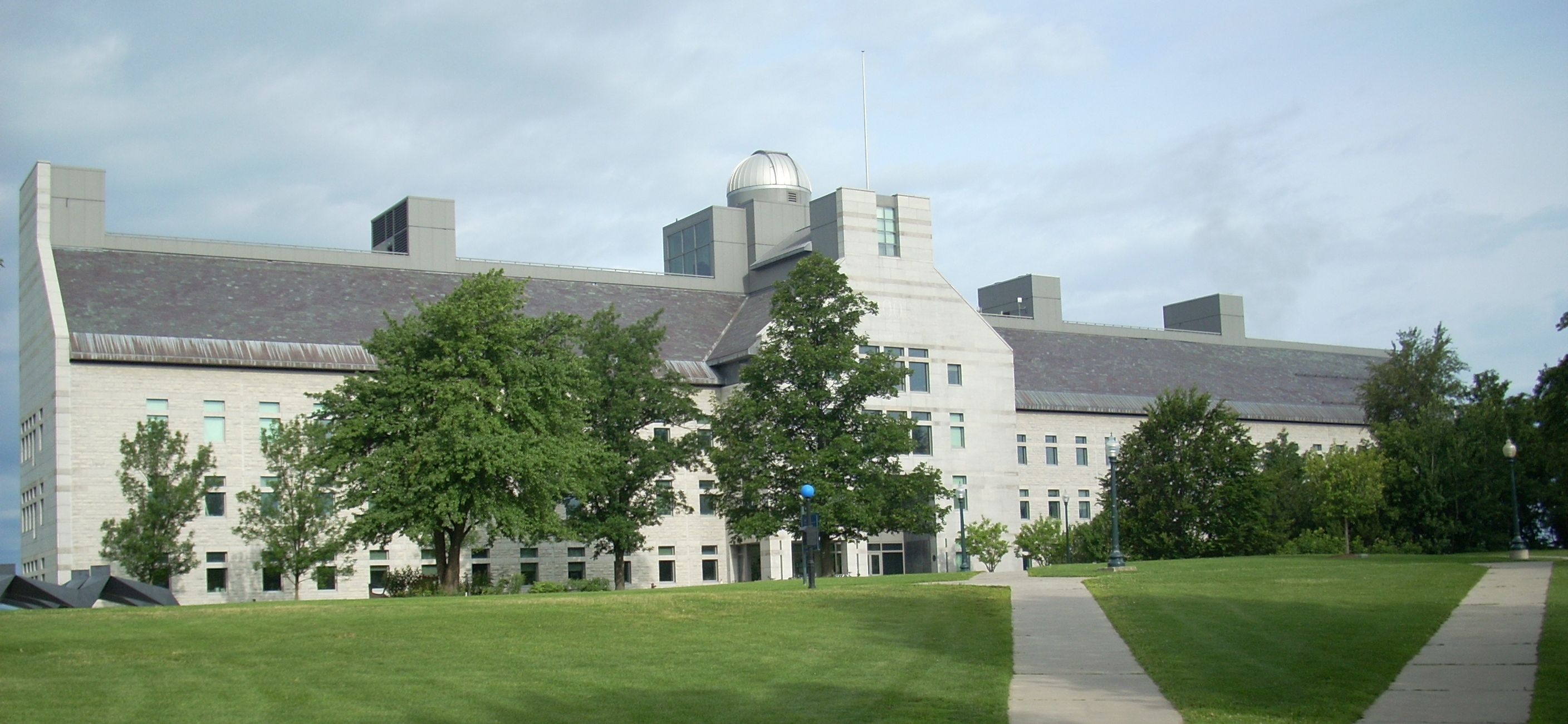
Imagen de Middlebury College

Middlebury College es una universidad privada ubicada en el pequeño pueblo de Middlebury, estado de Vermont, Estados Unidos. Fue fundada en el año 1800, lo que la convierte en una de las universidades más antiguas de EE. UU. Pertenece al grupo de estudios conocidos como artes liberales o liberal Arts (que mantienen la esencia del trivium y quadrivium de las viejas universidades medievales).
En 1914 y décadas posteriores, Middlebury College ofreció estudios en eugenesia en carreras como pedagogía, biología, y sociología.  La universidad sostuvo un "extenso involucramiento en el movimiento eugenésico."  El obligatorio curso introductorio "Orientating Course for Freshmen", de un año, en 1925 incluía el tema "Eugenesia" y su pensum explicaba que el año precedente se enseñó en éste curso bajo el titular "Lo que la civilización puede esperar de la eugenesia."  El Cuarto reporte anual de la prospección de eugenesia de Vermont enfatizó que el presidente de Middlebury College, Paul Moody, fue también Presidente del Comité que supervisó la prospección eugenética.  El supervisor de la facultad de biología, A.E. Lambert, expuso fuera de la universidad sobre la "Ciencia del bienestar moderno," basada en la "herencia y la eugenesia."  El profesor de biología de Middlebury, Owen Wesley Mills fue miembro del Segundo Congreso Internacional de Eugenesia.

## Características
En la actualidad pertenece al selecto grupo de colleges que, sin ser parte de la Ivy League, están reconocidos como los más prestigiosos del país. En este sentido, el informe anual del U.S. News & World Report nombró en el 2014 a Middlebury como la cuarta mejor universidad de artes liberales en los EE. UU., el Business Insider lo sitúa en el puesto 39 entre las 50 mejores universidades de EE. UU. y la clasificación Niche le otorga una A+ y el puesto 37 en el total de mejores. Asimismo, es reconocida por su riguroso proceso de selección, según el Princenton Review, y por tener una de las matrículas más caras de EE. UU.
Hoy por hoy, asisten al colegio 2350 alumnos que provienen de todos los estados de EE. UU. y de más de 70 países del mundo. Middlebury se atiene a un calendario académico que consiste en dos semestres de cuatro cursos cada uno en otoño y primavera, entre los cuales hay un periodo especial denominado "J-term", que toma lugar en enero, en que los alumnos pueden cursar una asignatura adicional.

## Especialidades
Middlebury College ofrece 44 especialidades en Literatura, Humanidades, Ciencias Sociales, Ciencias Ambientales, Relaciones Internacionales y, por lo que es más reconocido, Lenguas extranjeras. También ofrece un programa de posgrado en literatura inglesa, y cada año lleva a cabo el Bread Loaf Writers' Conference en su cercano campus de Bread Loaf Mountain.

## Historia
Middlebury College (fundado en el año 1800, por lo que se encuentra entre los más antiguos de Estados Unidos) fue el primero en otorgar el título de grado a un negro, Alexander Twilight, quien se graduó en el año 1823. Además, fue de los primeros colleges de artes liberales en aceptar mujeres, en el año 1883.

## Middlebury Languages School
Además de su programa de pregrado, la universidad organiza los célebres y veteranos programas estivales de grado y de posgrado en más de diez lenguas modernas (considerado el programa de enseñanza de idiomas más antiguo del mundo). Se trata del Middlebury Languages School que congrega a prestigiosos profesores invitados y estudiantes de todo el mundo desde 1915. Entre sus alumnos se encuentran bastantes miembros de las diplomacia, ejército, cuerpos de inteligencia y altos directivos y funcionarios, así como numerosos estudiantes de pregrado de Literatura en varios idiomas.

## Escuela de español
Si bien el Middlebury College posee una importante tradición en la enseñanza de muchas lenguas extranjeras, su nombre está especialmente ligado a la lengua y literatura hispanas. Está fuerte vinculación proviene de los años posteriores a la guerra civil en el que fue el lugar de encuentro entre los profesores y escritores exiliados de la Generación del 27 y los del exilio interior provenientes de España, y todos estos, a su vez, con muchos escritores y profesores de otros países hispanos. 

Pedro Salinas, asiduo participante en la Spanish School, calificó a Middlebury como “La Segunda Magdalena”, refiriéndose a la célebre sede de los cursos estivales de la Universidad Internacional Menéndez Pelayo de Santander que imitó y luego adaptó en España el modelo de la Escuela Española.

Entre muchos otros, han sido profesores de la Escuela Española de Middlebury: José Vasconcelos, Ramiro de Maeztu, Bernardo Clariana, Concha Espina, Gabriela Mistral, Samuel Gili Gaya, Javier Lasso de la Vega, Pilar de Madariaga Rojo, Santiago Argüello, Víctor Belaúnde, Joaquín Casalduero, Amado Alonso, Pedro Salinas (nombrado doctor Honoris Causa en 1937), Jorge Guillén, Luis Cernuda, Jorge Guillén, José López-Rey, Miguel de Zárraga, Elena de la Torre, Juan Rodríguez Castellano, Miguel Romera Navarro, Roberto Ruiz, Enrique Díez Canedo, María Díez de Oñate, Salvador Dinamarca, Tomás Navarro Tomás, Julián Moreno-Lacalle, Ramiro de Maeztu, Américo Castro, Francisco Fernández de los Ríos, Enrique Díez Canedo, Francisco García Lorca, Julián Marías, Luis Cernuda, Laura de los Ríos Giner, José María Chacón y Calvo, Carlos Clavería, Jorge Mañach, Roberto Esquenazi-Mayo, Elisa Menéndez Pidal, Alonso Zamora Vicente, Francisco Ayala, José Arce, Santiago Argüello, Manuel Alcalá, Manuel Álvarez-Morales, Salvador Fernández Ramírez, Julián Marías, Carlos Bousoño, Miguel Herrero García, Vicente Llorens, Antonio Alatorre, Ricardo Gullón, Alicia Acosta, Carlos Concha, Carlos Clavería, Samuel Gili-Gaya, Federico Gil, Samuel Guarnaccia, Ángel del Río, José Manuel Blecua, Darío Villanueva, Amado Alonso, Eugenio Florit, Margit Frenk Alatorre, Eugenio Granell, Francisco Ayala, Enrique Lafuente-Ferrari, Luis A. Baralt, Sergio Bagú, Néstor Almendros, Manuel Rojas, Humberto Piñera, Gonzalo Menéndez Pidal, Carmen Bravo-Villasante, Vicente Llorens, José López-Rey, Julián Moreno Lacalle, Samuel Gili Gaya, Carlos Clavería, Max Enríquez Ureña, Pedro Laín Entralgo, Ricardo Gullón, Rafael Osuna, Germán Gullón, Gonzalo Sobejano, Luis Muñoz Marín, Juan López-Morillas, Francisco Rico, Eugenio Florit, Joaquín Casalduero, Xavier Fernández, Roberto Esquenazi-Mayo, Eugenio Florit, Gonzalo Menéndez-Pidal, Luis Muñoz Marín, José Fernández Montesinos, Alfredo Díez, Vicente Lloréns, José Manuel Blecua, Augusto Tamayo Vargas, Alonso Zamora Vicente, Emilio González López, Camila Henríquez-Ureña, Juan A. Marichal, Sofía Novoa, José Martel, Joaquina Navarro, Juan de la Cabada, Margarita de Mayo, José Luis Cano, Rodolfo Cardona, Guido Gómez de Silva, Manuel García Blanco, Joaquín Gimeno, Juan Centeno, Alicia de Larrocha, Carlos Bousoño, Elisa Curtis-Guajardo, Manuel Alcalá Anaya, Ricardo Gullón, Ramón Piñeiro López, Alfredo Gómez Gil, Enrique García Santo-Tomás, Carlos Bousoño, Concha Bretón, Matilde Huici, Roberto Ampuero, Emilio Abreu Gómez, Concha de Albornoz, Joaquín Casalduero, José Gimeno Casalduero, Isabel García Lorca, el uruguayo José Albi, Raimundo Lida, Carmen Heymann, Servando Cavallar, José Moreno de Alba, José Kozer... y contrajeron matrimonio Francisco García Lorca y Laura de los Ríos Giner en 1942 (el primero llegaría a ser director de la Spanish School en 1955). También enseñaron en Middlebury los premio Nobel Gabriela Mistral (1930) y Octavio Paz (1945). 

## Instituciones dependientes
En diciembre de 2005 el Monterey Institute of International Studies, situado en Monterrey (California), se hizo afiliado de Middlebury College.